# 卡西歐鎮區 (明尼蘇達州密爾湖縣)
卡西歐鎮區（英語：Kashio Township）是位於美國明尼蘇達州密爾湖縣的一個行政鎮區。

## 地方資料
卡西歐鎮區的面積為188.02平方千米，當中陸地面積為110.01平方千米，而水域面積為78.01平方千米。根據2020年美國人口普查的數據，當地共有人口1507人，而人口密度為每平方千米8.02人。